# دانشگاه فناوری تادئوش کوشچیوشکو
دانشگاه فناوری تادئوش کوشچیوشکو (لهستانی: Politechnika Krakowska im. Tadeusza Kościuszki) یک دانشگاه است که در مرکز شهر کراکوف لهستان واقع شده‌است و در سال ۱۹۴۶ بنیان نهاده شد. این دانشگاه در آغاز یک «مؤسسهٔ آموزش عالی» بود و از سال ۱۹۵۴ اختیارات کامل یافت و به یک دانشگاه مبدل شد.
تا به امروز، بیش از ۳۷٬۰۰۰ دانشجو از این دانشگاه فارغ‌التحصیل شده‌اند. تعداد مدارک دکترا نیز ۱۲۰۰ مورد بوده و به ۳۰۰ نفر، درجهٔ شایستگی تعلق گرفته‌است. تعداد دانشجویان راه‌یافته به این دانشگاه در سال، ۴۵۰۰ نفر است.
نسخهٔ لهستانی مجله نیوزویک، این دانشگاه را برترین دانشگاه فناوری لهستان و یکی از بهترین دانشگاه‌های این کشور در کل معرفی کرد. در سال ۲۰۱۵، مجلهٔ فپروست آنرا در ردهٔ هشتم دانشگاه‌های لهستان قرار داد. در سال ۲۰۱۷، پورتال آموزشی «چشم‌انداز» (Perspektywy) آنرا در رتبهٔ ۴۳ام مؤسسات دانشگاهی قرار دارد. بر پایهٔ اعلام وبومتریک، این دانشگاه در لهستان رتبهٔ ۱۴ را دارد.
از فارغ‌التحصیلان مشهور این دانشگاه می‌توان به مارک گرچوتا، زجیسواف بکینسکی و روموآلد لوگلر اشاره کرد.

## ساختار سازمانی
- دانشکدهٔ معماری
- دانشکدهٔ مهندسی برق و مهندسی کامپیوتر
- دانشکدهٔ مهندسی عمران
- دانشکدهٔ مهندسی محیط زیست
- دانشکدهٔ مهندسی شیمی
- دانشکدهٔ مهندسی مکانیک
- دانشکدهٔ فیزیک، ریاضیات و علوم رایانه